# Achtelstunde

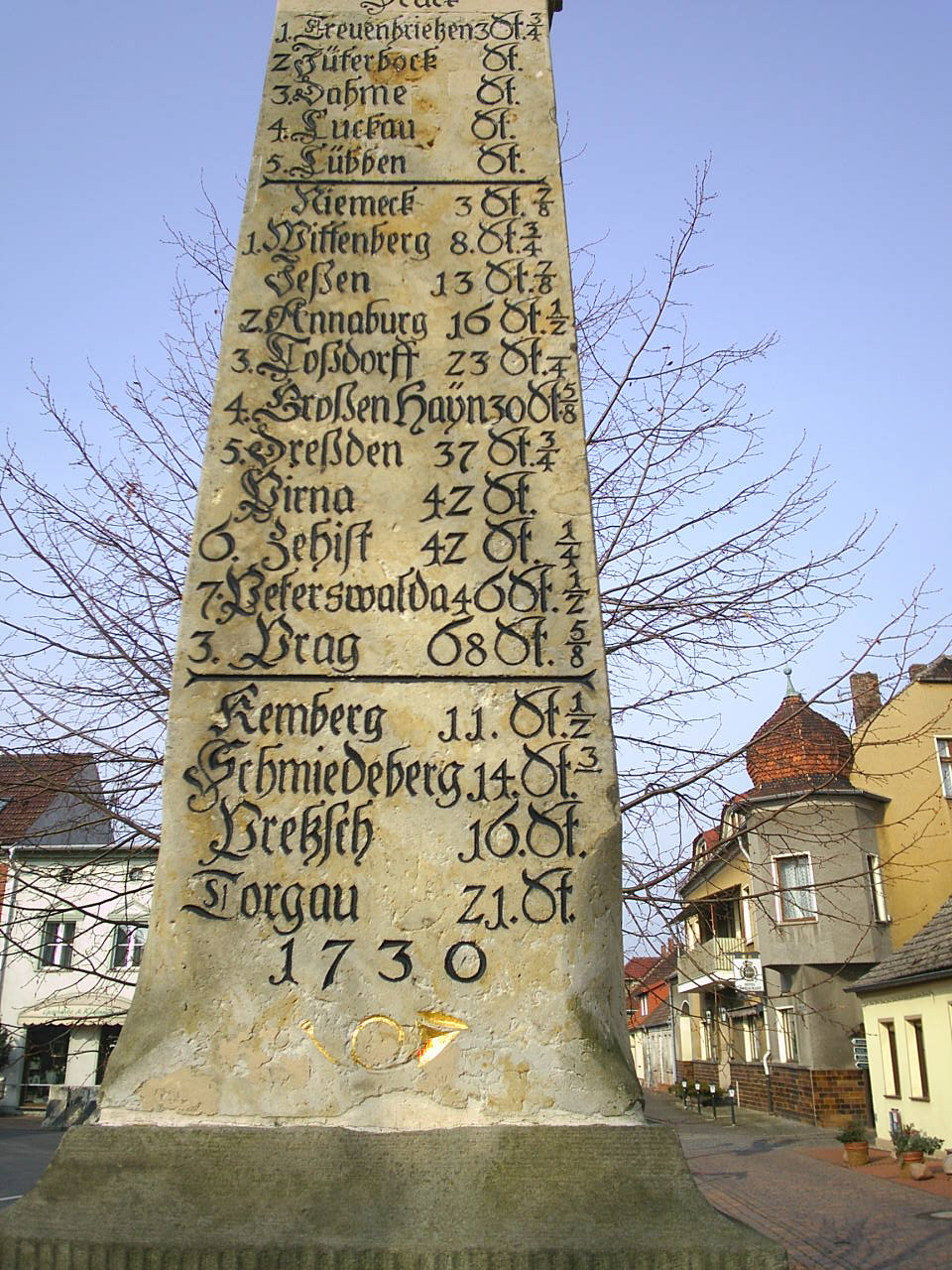
Kursächsische Postmeilensäule von 1730 mit mehreren Achtelstundenangaben

Abfahrtsplan der Zürcher Tramlinie 3 zu Zeiten des Siebeneinhalb-Minuten-Takts, jede zweite Angabe ist gerundet

Die Achtelstunde, auch halbe Viertelstunde oder Halbviertelstunde genannt, ist eine historische Zeiteinheit. Diese alternativen Bezeichnungen für ein Zeitintervall von siebeneinhalb Minuten beziehungsweise den achten Teil einer Stunde waren insbesondere im 17. und 18. Jahrhundert gebräuchlich. Man findet sie beispielsweise im Zusammenhang mit dem Glockenschlag beziehungsweise dem Glockenspiel an Turmuhren. So besagt eine Vorschrift bei der Evangelischen Landeskirche in Württemberg bis heute, dass eine „halbe Viertelstunde“ lang geläutet wird. Darüber hinaus diente die Achtelstunde als Wegstundenangabe auf Distanzsteinen, Meilensteinen beziehungsweise Postmeilensäulen. Bei der kursächsischen Postmeile etwa entsprach eine Achtelstunde einer Entfernung von 566 Metern.
Auch das erste öffentliche Nahverkehrsmittel der Welt, die 1662 eingeführten Carrosses à cinq sols in Paris, fuhr schon in einem starren Taktfahrplan jede halbe Viertelstunde. Noch heute spielt die Achtelstunde als Basiseinheit der Fahrplangestaltung im großstädtischen Raum eine wichtige Rolle, weil sie auch im Zusammenspiel mit Verkehrsmitteln die nur alle 15, 30 oder 60 Minuten verkehren, regelmäßig wiederkehrende Anschlüsse bietet. Um in den offiziellen Fahrplänen – das heißt in der Kommunikation mit dem Fahrgast – halbe Abfahrtsminuten zu vermeiden, wird dabei in der Regel jede zweite Zeitangabe um 30 Sekunden abgerundet. Aus Fahrgastsicht hat dann jede zweite Fahrt etwas Verspätung. Andere Verkehrsunternehmen verzichten deshalb auch betriebsintern auf halbe Abfahrtsminuten und bedienen eine Linie tatsächlich im ständigen Wechsel alle sieben oder acht Minuten.
Für die Messung einer Achtelstunde existierten schon ab der zweiten Hälfte des 17. Jahrhunderts spezielle Spindeltaschenuhren mit Achtelstunden-Repetition, auch kurz Achtelrepetition oder Halbviertelrepetition genannt. Diese Funktion spielte insbesondere bei den auf Postkutschen verwendeten Kutschenuhren eine Rolle.